# 박용곤 (교육인)
박용곤(朴庸坤, 1927년~)은 한국의 교육인이다. 조선대학교 부학장, 재일본조선사회과학자협회 회장, 재일본조선인 총련합회 중앙위원 등을 역임하며 일본 내 재일 한국인의 민족교육에 힘썼다.